# Sechium
Sechium bilden eine Pflanzengattung innerhalb der Familie der Kürbisgewächse (Cucurbitaceae). Alle wilden Arten wachsen in Mexiko oder Zentralamerika. Es werden fleischige Früchte produziert; die Chayote (Sechium edule) wird in weiten Teilen der Subtropen bis Tropen kultiviert.

## Beschreibung

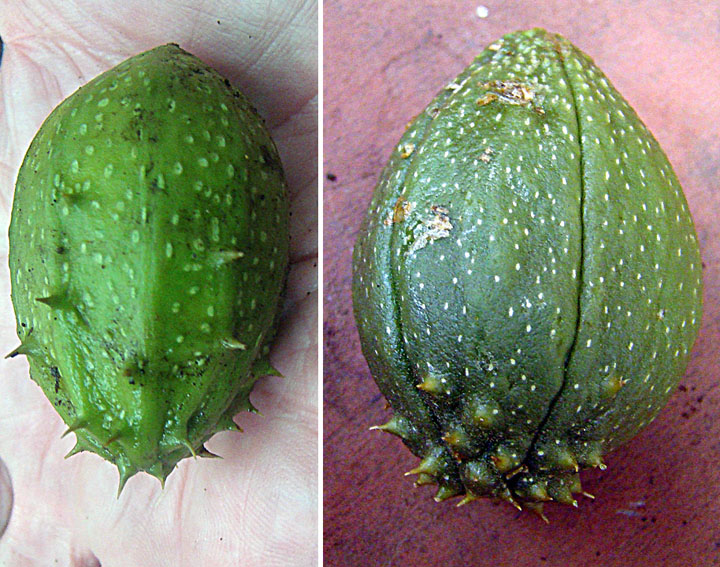
Früchte von Sechium tacaco

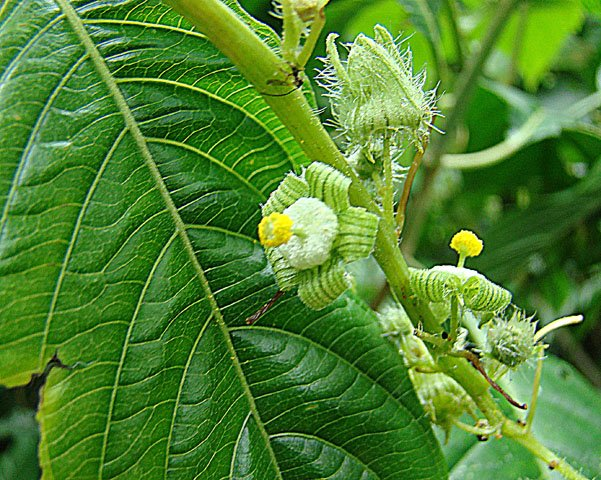
Sechium venosum

### Vegetative Merkmale
Es sind Laubblätter vorhanden.

### Generative Merkmale
Es werden Früchte gebildet.

## Systematik
Die Gattung Sechium wurde 1756 durch Patrick Browne in The Civil and Natural History of Jamaica in Three Parts, 355 aufgestellt.
Die Gattung Sechium gehört zur Untertribus Sicyinae aus der Tribus Sicyeae innerhalb der Familie der Cucurbitaceae. Der Umfang der Gattungen der Untertribus Sicyinae werden kontrovers diskutiert, dabei wurden auch alle Arten der Gattung Sechium in die Gattung Sicyos L., aber es wurde auch die Gattung Sechium reaktiviert.

### Botanische Geschichte des letzten Jahrhunderts
Die Gattung Sechium umfasst etwa elf Arten, deren Einteilung kontrovers diskutiert wird. Studien der 90er Jahre teilen die Gattung übereinstimmend in zwei Sektionen Sechium und Frantzia ein. Die beiden Sektionen unterscheiden sich in der Morphologie der floralen Nektarien und der Anordnung der Staubblätter.
| Sektion Sechium | Sektion Frantzia (Pittier) C.Jeffrey |
| --- | --- |
| - Sechium chinantlense Lira & Chiang - Sechium compositum (J.D.Smith) C.Jeffrey - Sechium edule (Jacq.) Swartz, bekannt als Chayote - Sechium edule subsp. edule: Kultivierte Form, die in Amerika, Afrika und Asien angebaut wird. - Sechium edule subsp. sylvestre Lira & J.Castrejón: Wild wachsende Form kommt im südlichen Mexiko vor. - Sechium hintonii (P.G.Wilson) C. Jeffrey - Sechium tacaco (Pittier) C.Jeffrey: Neben Sechium edule die einzige andere Art, die kultiviert wird. Anbaugebiet ist Costa Rica. - Sechium talamancense (Wunderlin) C.Jeffrey | - Sechium panamense (Wunderlin) Lira & Chiang - Sechium pittieri (Cogn.) C.Jeffrey - Sechium venosum (L.D.Gómez) Lira & Chiang - Sechium villosum (Wunderlin) C.Jeffrey |